# 馬牧集戰鬥 (北洋政府時期)
馬牧集戰鬥發生於1927年10月10日，交戰地點則是在中國豫東一帶（今虞城县县城所在地一帶，有待考证），是國民革命軍北伐戰爭的戰鬥之一。馬牧集戰鬥的交戰雙方，一方為國民革命軍，另一方為北洋政府所轄軍隊。

## 參看
- 中華民國北洋政府時期內戰戰鬥列表